# Йодль, Фридрих
Фридрих Йодль (нем. Friedrich Jodl; 1849—1914) — немецкий философ

. Сторонник фейербаховского антропологизма, истолкованного им в духе позитивизма.
Профессор философии Мюнхенского, потом Пражского немецкого университетов (с 1885). Он был дядей по отцовской линии братьев и нацистских генералов Альфреда Йодля и Фердинанда Йодля.

## Сочинения
Написал:
- «Leben und Philosophie David Hume’s» (Галле, 1872)
- «Die Kulturgeschichtschreibung, ihre Entwickelung und ihr Problem» (1878)
- «Gesch. der Ethik in der neueren Philosophie» (Штуттгард, 1882—1889)
- «Volkswirtschaftslehre und Ethik» (Берл., 1886)
- «Der Monismus und die Kulturprobleme der Gegenwart». Lpz., 1911.
- История этики в новой философии, т.1-2. М., 1896—1898.
- Этика и политическая экономика. 2-е изд. СПб., 1898.
- Давид Юм, его жизнь и философия. Пер. с нем. А. А. Мейера. М., 1901.
- Л. Фейербах, его жизнь и учение. Пер. с нем. Е. Максимовой. СПб., 1905.